# 韦尔纳茨基山脉
韦爾納茨基山脉（俄语：Хребет Вернадского），是位於千島群島幌筵島的火山群，长34公里，宽16公里，包含袴腰山等火山，最高點海拔高度1,188米，以俄國科學家弗拉基米爾·伊萬諾維奇·維爾納茨基命名。